# Jan Strękowski
Jan Strękowski (ur. 5 marca 1954 w Łysych) – polski dziennikarz, działacz opozycji w PRL, redaktor naczelny Tygodnika Wojennego, scenarzysta i reżyser filmów dokumentalnych.

## Życiorys
W 1978 ukończył studia polonistyczne na Uniwersytecie Warszawskim. W II połowie lat 70. był współpracownikiem Komitetu Obrony Robotników i Komitetu Samoobrony Społecznej „KOR”, m.in. jako kurier, następnie kolporter i składający Biuletyn Informacyjny KSS „KOR”. Od 1979 był członkiem redakcji Biuletynu. W latach 1979–1980 drukował broszury Towarzystwa Kursów Naukowych. Od września 1980 był członkiem NSZZ "Solidarność, należał do prezydium Krajowej Komisji Koordynacyjnej Pracowników Domów Kultury. W 1981 został dziennikarzem Agencji Prasowej Solidarność.
Po ogłoszeniu stanu wojennego był pomysłodawcą, a następnie redaktorem naczelnym Tygodnika Wojennego, ukazującego się od stycznia 1982 do marca 1985. Od 1984 uczestniczył w pracach kierowanego przez Andrzeja Fedorowicza, tzw. II Programu Radia Solidarność. Po rozpoczęciu przez to radio regularnego nadawania w 1986, był w nim kierownikiem redakcji (od 26 audycji) i pełnił tę funkcję do zakończenia prac radia w 1989. W II połowie lat 80. współpracował także z Przeglądem Wiadomości Agencyjnych, w którym odpowiadał za kontakty zagraniczne.
W latach 1990–1994 był członkiem redakcji Tygodnika Solidarność, od 1991 kierownikiem działu związkowego, od 1992 zastępcą redaktora naczelnego tamże. Jest członkiem Stowarzyszenia Pisarzy Polskich (od 1989), Stowarzyszenia Dziennikarzy Polskich (od 1991), Stowarzyszenia Wolnego Słowa (od 2003), Stowarzyszenia Filmowców Polskich (od 2006).
Jest autorem scenariuszy kilkunastu filmów dokumentalnych i reżyserem kilku z nich, a także scenarzystą siedemnastu odcinków serialu Złotopolscy. Opublikował także kilka książek: tom prozy Wizytacja (1985), wywiad-rzekę Olszewski - przerwana premiera (1992 – wspólnie z Radosławem Januszewskim i Jerzym Kłosińskim), Szara księga: mówią członkowie Sejmowej Komisji Nadzwyczajnej do zbadania zgodności z prawem działania organów państwa w sprawie Józefa Oleksego (1996 – wspólnie z Radosławem Januszewskim), Polska w oczach cudzych (2003 – wspólnie z Radosławem Januszewskim), Bohaterowie Europy: Norwegia - Polsce 1976-1989 (2005), powieść Dziewczyny z miasta nigdy nie odmawiają (2011).
W 2006 został odznaczony Złotym Krzyżem Zasługi, a w 2014 Krzyżem Oficerskim Orderu Odrodzenia Polski.